# Gusztáv Károly Majláth
Gusztáv Károly Majláth (n. 24 septembrie 1864, Bakóca, Districtul Hegyhát, Regatul Ungariei, Imperiul Austriac – d. 18 martie 1940, Budapesta, Regatul Ungariei) a fost din 1897 până în 1936 episcop al Diecezei Transilvaniei (redenumită în 1932 în „Dieceza de Alba Iulia”), membru în Camera Magnaților respectiv în Senatul României, arhiepiscop titular. 

## Carieră
Gusztáv Károly Majláth a fost fiul academicianului György Majláth (1818–1883), Mare Trezorier, cancelar al curții, jude regal, și al baronesei Stefánia Prandau-Hilleprand (1832–1914). A absolvit liceul cistercian din Pécs, a studiat dreptul la Strasbourg, apoi teologia la Budapesta și Viena, la Pázmáneum. A fost hirotonit preot la Esztergom în data de 6 octombrie 1887.
După hirotonirea sa preoțească a slujit ca prefect al Seminarului din Esztergom, iar din 1894 a fost preot paroh în Komárom. A obținut construirea unei clădiri noi pentru școală și a fondat asociația tinerilor catolici. A fost și membru al Regnum Marianum⁠(d). 

### Cariera episcopală

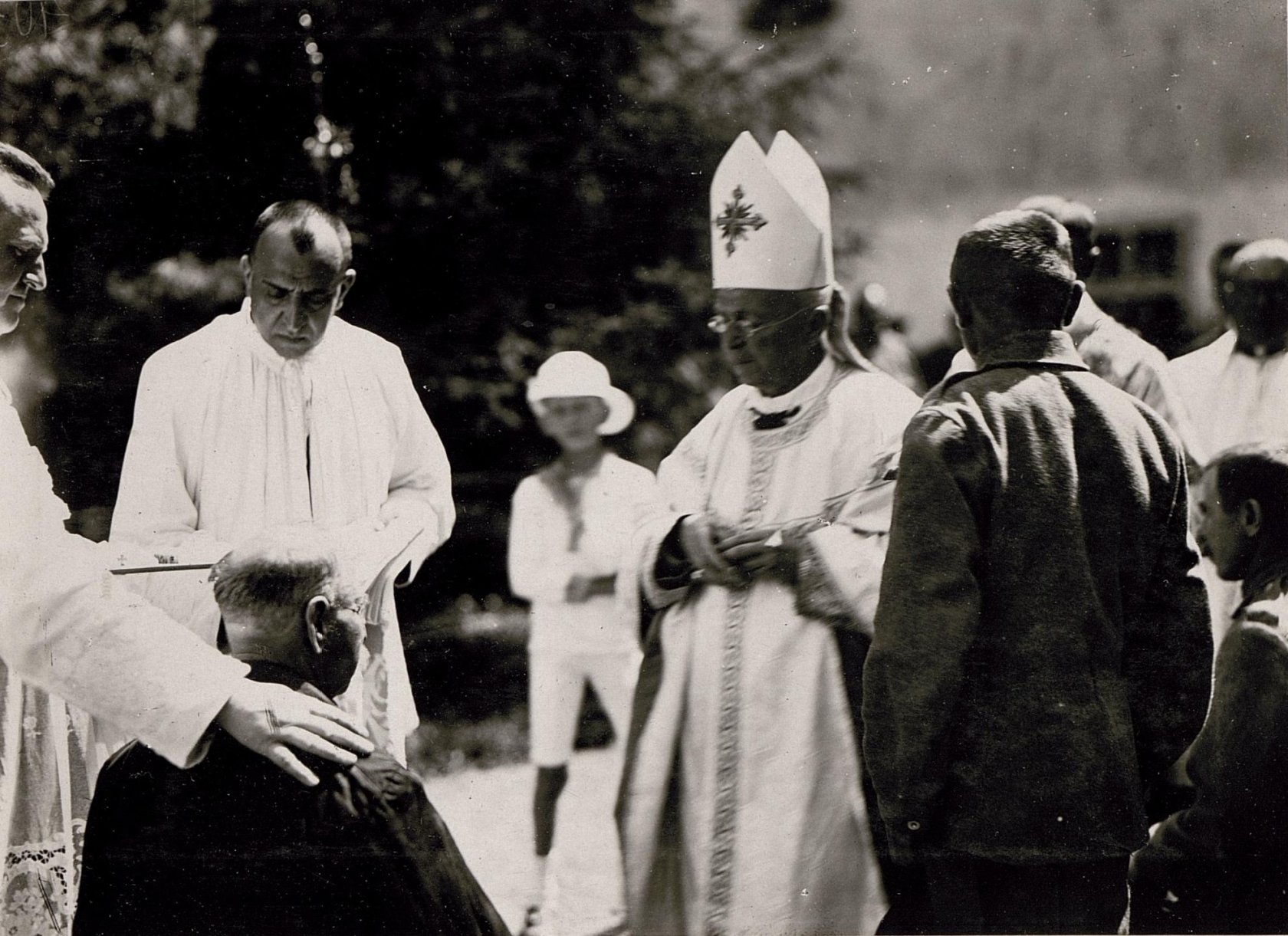
La Bistrița, în timpul Primului Război Mondial

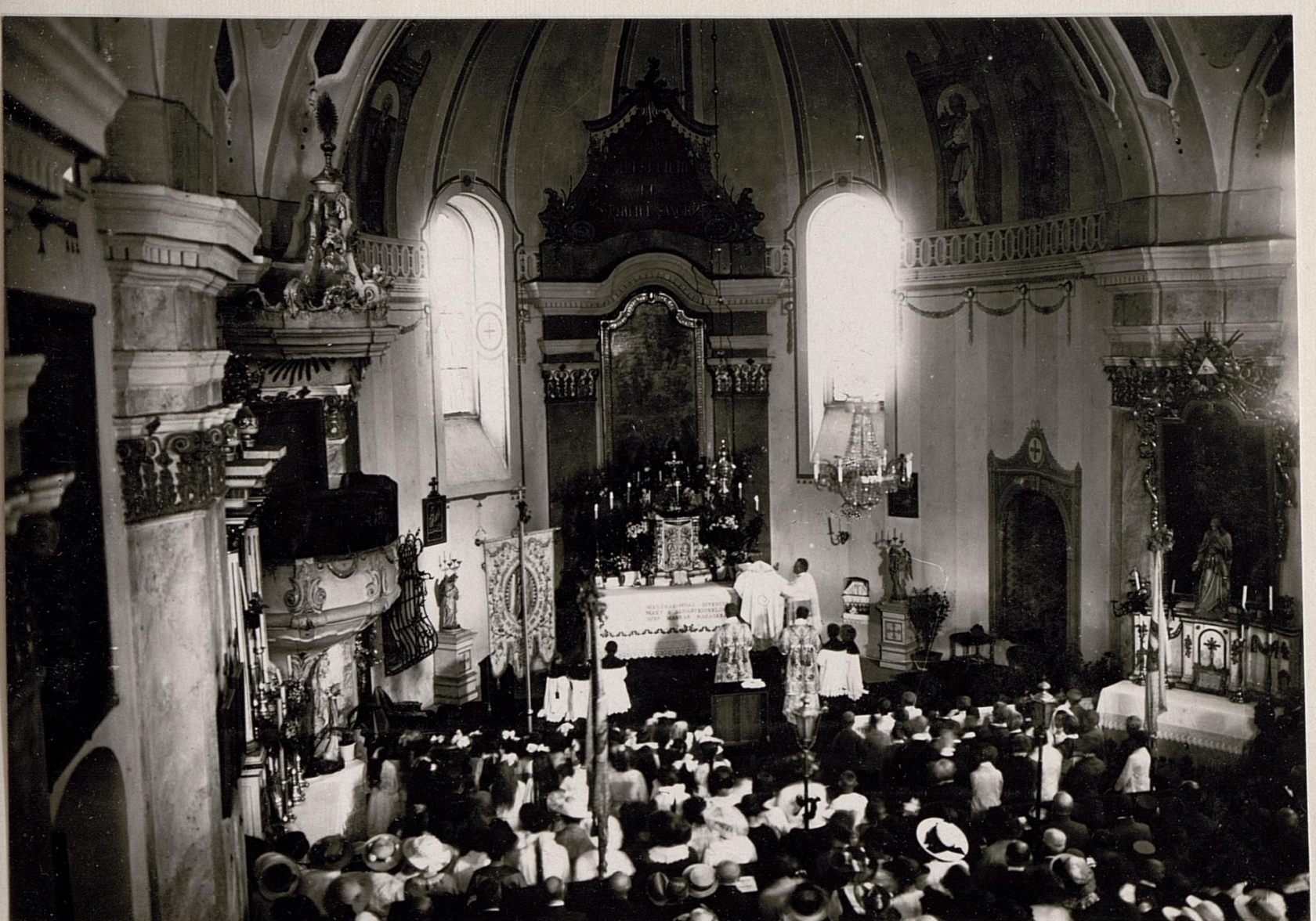
Episcopul Majláth în Biserica Romano-Catolică din Bistrița

La 28 ianuarie 1897 a fost numit episcop titular de Martyropolis și episcop coadjutor al Diecezei Transilvaniei, pe lângă Ferenc Lönhart. Papa Leon al XIII-lea a confirmat această numire pe 1 iulie. La 1 mai 1897 arhiepiscopul György Császka de Kalocsa l-a hirotonit episcop în Biserica Mátyás din Budapesta. După moartea lui Ferenc Lönhart episcopul Majláth a devenit episcop al Transilvaniei.
A făcut multe în folosul săracilor, mai ales pentru țăranii secui, care se scufundau în sărăcie ca urmare a desființării instituției proprietății comune (în maghiară Közbirtokosság). A susținut crearea de asociații economice creștin-sociale. A acordat foarte multă atenție educației și formării. Din averea sa privată și veniturile sale preoțești a acordat burse de studii, a sprijinit școlile și publicarea revistelor pentru tineret. Din veniturile sale personale și episcopale a finanțat construcția Liceului Romano-Catolic din Alba Iulia, în prezent clădire a Universității „1 Decembrie 1918” din Alba Iulia. A organizat retrageri pentru preoți și profesori în Alba Iulia și Șumuleu Ciuc. În 1913 a ținut un sinod eparhial la Alba Iulia între 7 și 10 iulie; a vizitat periodic parohiile aflate sub jurisdicția sa, iar pe cele orășenești anual. 
În 1919 i-a fost restricționată libertatea de mișcare: i s-a interzis să părăsească apartamentul și să primească vizitatori. În 1925 a depus o plângere la Liga Națiunilor, împreună cu reprezentanții bisericilor protestante, din cauza încălcării sistematice a obligațiilor privind minoritățile. Atunci când România a intrat în relații diplomatice cu Sfântul Scaun, guvernul român a formulat o serie de propuneri care ar fi afectat negativ credincioșii maghiari din Transilvania (de exemplu trecerea unei părți din Ținutul Secuiesc la Arhiepiscopia de București). Episcopul Majláth - împreună cu episcopul Julius Glattfelder de Csanad și arhiepiscopul Raymund Netzhammer al Bucureștiului - au formulat un protest. Potrivit Concordatului din 1927 dieceza sa a fost redenumită în „Dieceza de Alba Iulia”. 
Episcopul Majláth a activat pentru drepturile comunității romano-catolice din Transilvania.
Din noiembrie 1935 până la moarte a fost îngrijit la Budapesta, așa că s-a retras din motive de sănătate în anul 1936 de la conducerea efectivă a episcopiei. Adolf Vorbuchner a fost numit episcop coadjutor. A demisionat din funcție în aprilie 1938, iar la 28 mai 1938 papa Pius al XI-lea i-a acceptat demisia și l-a numit arhiepiscop titular de Soteropolis. 
A fost înmormântat în biserica Regnum Marianum. Când biserica a fost distrusă în 1951, rămășițele sale au fost transferate în secret la Biserica Universității din Budapesta.

## Opera
- Discursul contelui Gusztáv Károly Majláth, episcopul Ardealului. Rostită la Adunarea Statutului Romano-Catolic în 13 noiembrie 1902, fără loc, 1902.

## După moarte
- Între 1899 și 1900 a făcut să construiască o școală în Lunca de Jos, care îi poartă numele.
- Există două statui ale lui în Colegiul Național „Márton Áron” din Miercurea Ciuc: bustul său din ghips se află la intrarea la etajul doi al școlii, în timp ce statuia lui de bronz poate fi văzută în fața intrării școlii. În sala memorială a gimnaziului, o placă de marmură îi anunță și amintirea.
- O piață din orașul Miercurea Ciuc îi poartă numele.
- Liceul teologic romano-catolic din Alba Iulia îi poartă numele.